# Fernando Espejo
Fernando Espejo Méndez (Mérida, Yucatán, 1929 - Ciudad de México, 2007) fue un poeta, filólogo, cineasta y publicista mexicano. A los 21 años, en 1950, fundó con un grupo de poetas de su generación la revista Voces Verdes. Fue secretario de redacción del Diario del Sureste, un periódico de Yucatán, y director de su suplemento cultural Artes y Letras.

## Su tarea como cineasta
Emigró a los 23 años a la Ciudad de México y ahí empezó su carrera como cineasta al obtener la ayudantía de la dirección de la película Raíces, producida por Manuel Barbachano Ponce y dirigida por Benito Alazraki, que fue un éxito cultural y de taquilla a finales de los años cincuenta y obtuvo el premio de la Crítica Cinematográfica en el Festival Internacional de Cine de Cannes.
Fue jefe de redacción del noticiero semanal Cine Verdad, en la rama de arte y ciencia. En 1960 dirige un documental con guion de Salvador Novo sobre la historia de la cocina mexicana desde la época precolombina. A partir de entonces y a lo largo de 35 años, se dedica a la dirección cinematográfica produciendo cortos publicitarios y también documentales. Por estas tareas es varias veces premiado en México y en el extranjero: gana el Annual Award de Hollywood al cortometraje; el premio Clío en Nueva York y el León de Plata en el Festival de Publicidad de Cannes en 1971, por el mismo género de producción cinematográfica.
En 1975 fundó, en la colonia Cuauhtémoc de la Ciudad de México, su propia compañía productora, con el nombre de Cine Creativo, que luego se llamó Espejo Cinegrafía y ha producido más de mil comerciales publicitarios hasta la fecha.[cita requerida]

## Obra poética
De Fernando Espejo, Rosario Castellanos dijo:

"Le ha sido concedido el don de la palabra y la voluntad de que esa
palabra sea pronunciada"

La flauta de la caña es su primer libro de poesía, publicado en la tierra natal con ilustraciones del pintor yucateco Fernando Castro Pacheco. Más tarde, en una publicación del Instituto Nacional de Bellas Artes ven la luz sus Sonetos de la sal en cuadernos del viento, incluidos en el anuario de 1961 de poesía mexicana del Instituto Nacional de Bellas Artes. Viene después, en 1979, Como un antiguo caracol, y más tarde, en 1984, La flauta y el caracol, prologado por el escritor colombiano Álvaro Mutis e ilustrado por el pintor Gabriel Ramírez Aznar.
En 1992, publicó Mérida. Poro por poro, volumen dedicado a loar poéticamente a su ciudad natal. He aquí uno de sus sonetos:

Mérida, por la rosa de los vientos
y por los cuatro puntos cardinales,
por mis cinco sentidos, los cabales,
y por los cuatro, antiguos, elementos.

Mérida siempre, en todos los momentos:
se sube a mis presiones arteriales
y viaja con mis cartas credenciales
en el golpe de voz de mis acentos.

Mérida huele a todo lo que huelo,
me sabe a vino cuando pruebo el vino
y es una nube blanca en cualquier cielo.

Su súbita memoria me desgarra
y hacia ella salgo por cualquier camino
a la primera cuerda de guitarra.

Llega al fin, en 2006, su Inventario, antología que sería su última publicación de poesía a manera de "catálogo de aquello que queda guardado y resguardado como en bodega bajo siete llaves", como él mismo diría de su último libro de poesía:

"Este Inventario... es como rica teneduría de libros y como una contaduría de cuentos -contados y recontados-, como se cuentan los cuentos en la trastienda de un almacén..."

## Otras obras

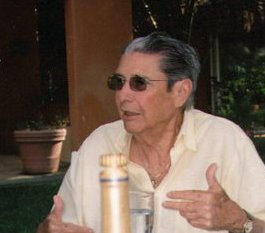
Fernando Espejo, en Chicxulub, Yucatán.

Charlista ameno y solicitado por su público vernáculo, escribió sobre la peculiar forma de hablar de los yucatecos: El habla de Yucatán y discurrió sobre el tema ante pluralidad de foros. También escribió sobre otros temas de carácter local que le hicieron ser autor preferido del público yucateco. Del mismo modo, dictaba con frecuencia conferencias sobre "El orgullo de ser yucateco", tema que le permitía proyectar su profundo cariño hacia la patria chica.
Cal y canto es otro de sus libros en prosa en el que recopiló artículos periodísticos y conferencias que dictó a lo largo de veinte años. Más tarde, poco antes de morir, escribió acompañado del astrónomo Arcadio Poveda Ricalde, también de Yucatán, El cráter de Chicxulub y la extinción de los dinosaurios, en el que los autores, desplegando una elocuencia rara en libros de corte científico, describen el fenómeno ocurrido hace 65 millones de años, como consecuencia del cual -dice la hipótesis- desaparecieron los dinosaurios del planeta.
Fernando Espejo se dio a conocer también como letrista de canciones populares en Yucatán, en coautoría con músicos como Sergio Esquivel, Pepe Arellano, Pastor Cervera, Maricarmen Pérez y Enrique Núñez, entre otros.

## Reconocimientos
- La Medalla Yucatán, Mérida, en 1987.
- La Medalla Eligio Ancona, Mérida, en 1993.
- El Clío, Nueva York.
- El León de Plata, del Festival de Cannes en 1971, por el comercial Hormiguitas de camiones Ford, producido para la agencia JWT México (James Walter Thompson). Este fue el primer León de Plata ganado para México.
- El Premio Volcán del Festival Pantalla de Cristal, de la Cineteca Nacional.
- La sala de exposiciones del Centro Cultural de Mérida Olimpo lleva su nombre.[11]
- Forma parte de la historiografía de la trova yucateca y su nombre e imagen están inscritos, a manera de reconocimiento, en el Museo de la Canción Yucateca.[12]